# Reactor australiano de alto flujo
El reactor australiano de alto flujo (HIFAR, del idioma inglés High Flux Australian Reactor) fue el primer reactor nuclear australiano. Fue construido en las instalaciones de investigación de Lucas Heights de la Comisión Australiana de Energía Atómica (denominada después ANSTO).
Basado en el reactor DIDO de Harwell en el Reino Unido, está refrigerado y moderado por agua pesada, y su combustible es metal de uranio enriquecido. También dispone de un reflector de neutrones de grafito rodeando todo el núcleo. Se utiliza para investigación, en especial experimentos de difracción de neutrones, y producción de isótopos industriales y de uso médico.
HIFAR alcanzó su criticidad a las 2 de la mañana, hora local, el 26 de enero de 1958, y su plena potencia de 10 MW térmicos en 1960. La primera carga de combustible inicial fue de uranio altamente enriquecido, pero en el transcurso de los años el nivel de enriquecimiento del nuevo combustible se ha reducido constantemente, en línea con las tendencias internacionales establecidas para reducir el peligro de desvío del combustible de reactor de investigación hacia programas bélicos. De los seis reactores de clase DIDO construidos, incluido el inicial, HIFAR es el único que todavía está en funcionamiento.
Con datos a 2005, el OPAL, un reactor de sustitución, está en fase de construcción en un emplazamiento adyacente. OPAL será utilizado por el mismo complejo de investigación, para la producción de isótopos y por laboratorios de control remoto. Está previsto que funcionen ambos reactores en paralelo durante seis meses de prueba antes de que OPAL asuma todas las funciones y HIFAR sea desinstalado. 